# فرودگاه بین‌المللی کاتوپکسی
فرودگاه بین‌المللی کاتوپکسی (به انگلیسی: Cotopaxi International Airport) (به زبان بومی: Aeropuerto Internacional Cotopaxi) یک فرودگاه همگانی و نظامی با کد یاتا LTX است که یک باند فرود آسفالت دارد و طول باند آن ۳۶۹۳ متر است. این فرودگاه در کشور اکوادور قرار دارد و در ارتفاع ۲۸۰۶ متری از سطح دریا واقع شده‌است.